# Ballintubber
Ballintubber (of Ballintober, Iers: Baile an Tobair) is een plaats in het Ierse graafschap Mayo. De plaats ligt een kilometer of tien ten noorden van Lough Mask.

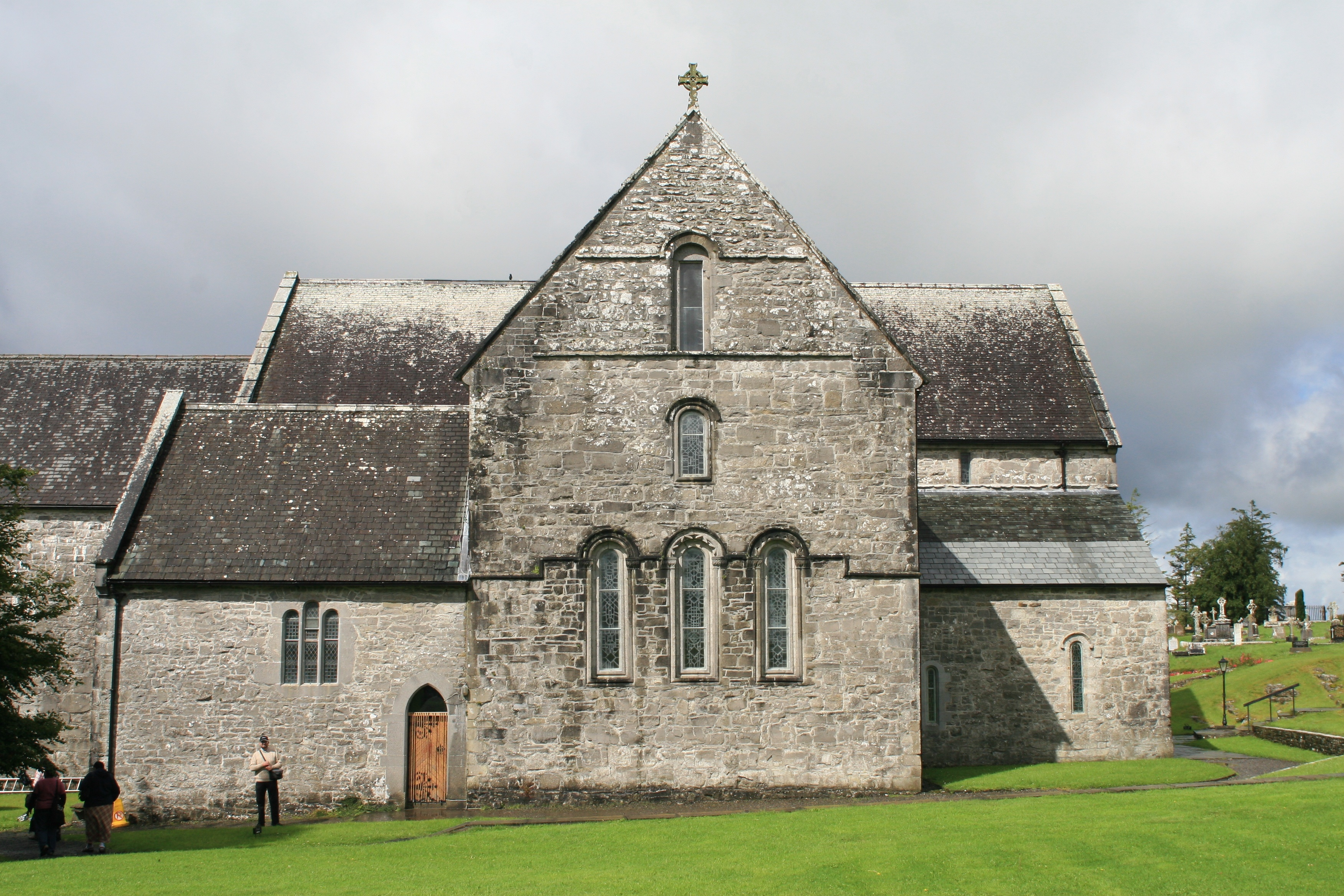
Ballintubber Abbey

 Het dorp is vooral bekend vanwege Ballintubber Abbey, een klooster dat gesticht werd in 1216. De kerk van het klooster is nog steeds in gebruik. Het klooster is het beginpunt van de Tochar Phádraigh, een pelgrimsroute die leidt naar Croagh Patrick. Het klooster werd in eerste instantie verlaten in 1603, maar in 1846 werd het weer in gebruik genomen.